# Петково-Друге
Петково-Друге (пол. Pietkowo Drugie) — село в Польщі, у гміні Посвентне Білостоцького повіту Підляського воєводства.
У 1975-1998 роках село належало до Білостоцького воєводства.